# Jaskinia Górna
Jaskinia Górna – jaskinia na terenie Niecki Nidziańskiej. Ma trzy otwory wejściowe położone w Dolinie Skorocickiej (Niecka Solecka), na północny wschód od Skorocic, w pobliżu Jaskini Starej, Jaskini Skorocickiej i Jaskini Dzwonów, na wysokościach 205 i 207 m n.p.m.. Długość jaskini wynosi 61 metrów, a jej deniwelacja 4 metry.

Jaskinia znajduje się na terenie rezerwatu przyrody „Skorocice” i jest nieudostępniona turystycznie.

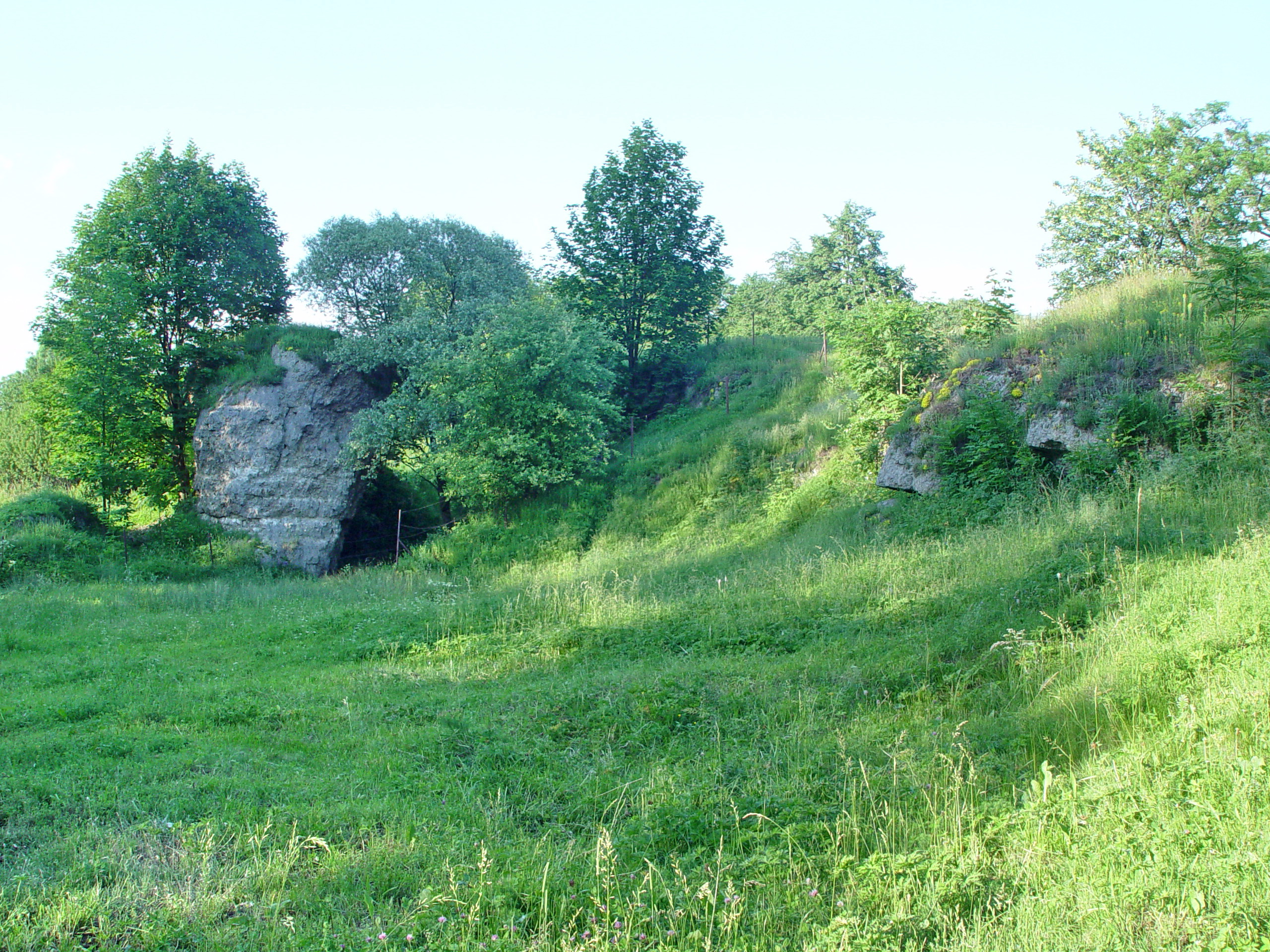
Rezerwat przyrody Skorocice

## Opis jaskini
Jaskinię stanowi obszerny, poziomy korytarz zaczynający się w dużym i szerokim otworze wejściowym, a kończący zawaliskiem, po którym, idąc stromo do góry, dochodzi się do dwóch studzienek prowadzących do pozostałych, niewielkich otworów wejściowych.

## Przyroda
W jaskini brak jest nacieków. Zamieszkują ją lisy.

## Historia odkryć
Jaskinia była znana od dawna. Pierwszy jej opis i plan (wraz z Jaskinią Skorocicką) sporządził Kazimierz Kowalski w 1954 roku. Opis i plan samej Jaskini Górnej sporządzili W. Dudka, J. Gubała i A. Kasza w 1998 roku.